# Elvira Mass
Elvira Mass (* 1986 in Semipalatinsk, Kasachische SSR, Sowjetunion, heute Kasachstan) ist eine deutsche Biologin und Immunologin. Sie ist Professorin am LIMES-Institut der Universität Bonn. Mass forscht zu den Fresszellen des angeborenen Immunsystems (Makrophagen), wobei sie wichtige Erkenntnisse zur Rolle der Gewebsmakrophagen bei der Entstehung der Organe während der Embryonalentwicklung gewinnen konnte. Diese wiederum können zum besseren Verständnis bestimmter Krankheiten beitragen.

## Werdegang
Elvira Mass wurde 1986 in Semipalatinsk, heute Kasachstan, geboren und wuchs nach der Übersiedelung ihrer russlanddeutschen Familie nach Deutschland in den 1990er Jahren in Castrop-Rauxel auf. Von Kindheit an spielt sie Turnierschach.
Nach ihrem Abitur absolvierte sie ein Studium der Biologie mit Diplomabschluss. Sie promovierte Ende 2013/2014 im Fachbereich Molekulare Biomedizin an der Mathematisch-Naturwissenschaftlichen Fakultät der Bonner Universität. Ihre Dissertation wurde mit dem Promotionspreis der Bayer AG ausgezeichnet.
Nach ihrer Promotion war sie noch bis 2014 als Postdoc in Bonn; im Anschluss forschte sie sieben Monate am King’s College in London, bevor sie an das Memorial Sloan-Kettering Cancer Center in New York ging. Seit Herbst 2017 leitet sie die Forschungsgruppe Entwicklungsbiologie des angeborenen Immunsystems am LIMES-Institut, wo sie 2019/2020 zur W2-Professorin ernannt wurde.
Mass wurde mit mehreren Preisen ausgezeichnet, darunter dem Bright Spark Award beim Europäischen Immunologen-Kongress in den Niederlanden, den Starting Grant des Europäischen Forschungsrats sowie den Heinz-Maier-Leibnitz-Preis der Deutschen Forschungsgemeinschaft. Für 2021 wurde Mass der Nachwuchspreis des Paul-Ehrlich-und-Ludwig-Darmstaedter-Preises zugesprochen. In der Laudatio wurde der durch ihre Forschung erreichte Perspektivwechsel in Bezug auf die Funktion von Organen hervorgehoben: Wer sich für die Frage interessiert, wie sich Organe entwickeln und was sie gesund erhält, schaut jetzt nicht mehr nur auf das Knochenmark, sondern ebenso auf den Dottersack und damit auf eine ganz andere Population von Makrophagen. Das habe auch Auswirkungen auf die Medizin, da einige Fehlfunktionen von Organen möglicherweise auf solche von Makrophagen-Vorläuferzellen im Dottersack zurückzuführen sind.